# Галинівка (зупинний пункт)
Гали́нівка — пасажирський залізничний зупинний пункт Коростенської дирекції Південно-Західної залізниці розташований на одноколійній неелектрифікованій лінії Коростень — Житомир.
Розташований у селі Топорище Хорошівського району Житомирської області між станціями Нова Борова (14 км) та Топорище (4 км).
На зупинному пункті зупиняються приміські поїзди.